# 963 Iduberga
963 Iduberga là một tiểu hành tinh kiểu S thuộc nhóm Flora của vành đai chính. Chu kỳ quay là 3.02 giờ.